# Kraj (Rosja)
Kraj – nazwa prawnego podmiotu (jednostki podziału terytorialnego) Federacji Rosyjskiej (a także w przeszłości Imperium Rosyjskiego i Związku Radzieckiego).
Współczesna Rosja (Federacja Rosyjska) zgodnie z art. 5 Konstytucji składa się z 85 terytorialnych podmiotów federacji (jednostek podziału terytorialnego) – (federalnych) republik, krajów, obwodów, miast federalnych, obwodów autonomicznych i okręgów autonomicznych. Spośród nich tylko republika zgodnie z ww. artykułem została zdefiniowana odmienne od pozostałych nazwanych jednostek, co oznacza że np. kraj i obwód pod względem prawnym nie różnią się.
W Związku Radzieckim (zgodnie z Konstytucją ZSRR z 1977 roku, rozdział 11, § 86) istniało ustawowe rozróżnienie między obwodem i krajem: obwód autonomiczny mógł wchodzić w skład republiki związkowej lub kraju, ale nie obwodu. Tym niemniej już wtedy jeden z krajów (Nadmorski) nie miał w swoim składzie ani jednego obwodu autonomicznego.
Nazwa „kraj” dla niektórych podmiotów federacji powstała w wyniku kilku etapów administracyjno-terytorialnych reform w RFSRR. W 1920 roku zamiast zlikwidowanych guberni tworzono nowe jednostki: autonomiczne republiki, kraje i obwody. Wszystkie utworzone lub przekształcone z innych regionów ZSRR kraje miały okręgi narodowe lub obwody. M.in. w skład Kraju Nadmorskiego (Приморский край) wchodził obwód ussuryjski, który ostateczne przekształcono w rejon, ale danego krajowi nie zmieniono statusu prawno-terytorialnego. Po rozpadzie ZSRR wszystkie obwody autonomiczne zostały wydzielone z krajów, ale nazwa „kraj” została zachowane zgodnie z ówczesnym prawem, wg którego jednostki terytorialne Rosji mogły same określać swoją nazwę i status. W ten sposób sześć krajów z czasów ZSRR noszą taką nazwę na podstawie tradycji i własnego wyboru.
W trakcie łączenia jednostek terytorialnych trzy obwody po połączeniu z okręgami wybrało nazwę „kraj”, co oznaczało zwiększenie liczby poziomów zarządzania ze względu na obejmowanie jednostek ze szczególnym statusem (specjalnych okręgów utworzonych na terenie zlikwidowanych okręgów autonomicznych).

## Kraje w Imperium Rosyjskim w latach 1830–1910
Nazwa „kraj” jako jednostki administracyjnej zaczyna pojawiać się gdzieś w tym okresie. Jednak wtedy określenie „kraj” najczęściej miało nieoficjalny charakter, będąc synonimem nazw niektórych oficjalnych jednostek administracyjnych, albo było używane potocznie, nieformalnie. Poniżej są przytoczone występujące wtedy nazwy krajów – terenów Imperium Rosyjskiego (pogrubioną czcionką wyróżnione mniej lub bardziej oficjalne nazwy):
- Kraj Nadwiślański (Привислинский край) – część Polski w składzie Imperium Rosyjskiego; najbardziej zachodni obszar Rosji europejskiej;
- Kraj Ostzejski (Nadbałtycki) – w składzie trzech guberni: kurlandzkiej, inflandzkiej i estońskiej;
- Kraj Zachodni – w składzie trzech guberni z zachodniej części Rosji europejskiej:
  - Kraj Północno-Zachodni – w składzie 6 guberni białoruskich i litewskich;
  - Kraj Południowo-Zachodni – z trzech ukraińskich guberni przyłączonych w końcu XVIII wieku od Rzeczypospolitej: wołyńskiej, podolskiej i kijowskiej;
- Kraj Nadkaspijski – powstał w 1847 r.; po ostatecznym ukształtowaniu w 1855 roku składał się z dwóch części: guberni derbenckiej i ziem Północnego i Górskiego Dagestanu[1];
- Kraj Kaukaski;
- Kraj Zakaukaski, do którego należały;
  - Gruzja,
  - gubernia imeretyńska z Megrelią, Gurią i Abchazją,
  - muzułmańskie prowincje, a mianowicie:
    - Górski Karabach, gubernia szirwańska i szekińska
    - gubernie derbencka, bakińska i kubinska
    - Chanat Tałysziński

  - obwód armeński[2];
- Kraj Turuchański – powiat w guberni tomskiej, a następnie jenisejskiej;
- Kraj Stepowy – generał-gubernatorstwo na terenie północno-wschodniego Kazachstanu;
- Kraj Zailijski – górzysty obszar południowej części obwodu siemirieczeńskiego Imperium Rosyjskiego[3];
- Kraj Turkiestański – generał-gubernatorstwo na terenie Zachodniego Turkiestanu;
- Kraj Nadamurski – teren basenu rzeki Amur;
- Kraj Ussuryjski – terytorium przyłączone do Rosji w 1858 roku, na podstawie traktatu ajguńskiego[4]; teren między rzekami Ussuri, Sungacza, jeziorem Hanka z jednej strony i brzegiem cieśniny Tatarskiej oraz morza Japońskiego z drugiej.
- Kraj Urianchajski – protektorat Imperium Rosyjskiego z 1914 roku, formalnie wchodził w skład guberni jenisejskiej.

Po I wojnie światowej, rewolucji 1917 roku i późniejszej wojnie domowej, a następnie utworzeniu ZSRR wymienione terytoria albo zostały utracone, albo przekształcone w republiki związkowe lub autonomiczne republiki w składzie republik radzieckich.

## Kraje w ZSRR w latach 1920–1930
Po zakończeniu wojny domowej i utworzeniu ZSRR, na terenie RFSRR zaczęło się powiększanie regionów, byłe gubernie łączono w obwody i kraje.
W tym okresie powstały (w porządku chronologicznym):
- Kraj Północnokaukaski (1924) – w jego skład wchodziły obecne Kraj Krasnodarski i Stawropolski, obwód rostowski, republika Adygei, Dagestanu, Inguszetii, Kabardyno-Bałkarii, Karaczajo-Czerkiesji, Osetii Północnej i Czeczenia.
- Kraj Syberyjski (1925) – w jego skład wchodziły obecny Kraj Ałtajski i Krasnojarski, obwody: irkucka, kemerowska, nowosybirska, tomska, tiumieńska i częściowo omska; republiki: Ałtaj, Buriacja i Chakasja.
- Kraj Dalekowschodni (1926) – w jego skład wchodziły obecny Kraj Zabajkalski, Kamczacki, Nadmorski i Chabarowski; obwody amurski, magadański i sachaliński (część północna), żydowski obwód autonomiczny i czukocki obwód autonomiczny.
- Kraj Dolnowołżański (1928) – w jego skład wchodziły obecne obwody: astrachański, wołgogradzki i saratowski, oraz republika Kałmucja.
- Kraj Północny (1929) – w jego skład wchodziły obecne obwody: (w dużej części) wołogodzki i archangielski, republika Komi i nieniecki okręg autonomiczny.
- Kraj Niżegorodzki (Gorkowski) (1929) – w jego skład wchodziły obecne obwody: kirowski i niżegorodzki, republiki Mari-El, Udmurtia i Czuwasja.
- Kraj Środkowowołżański (Kujbyszewski) (1929) – w jego skład wchodziły obecne obwody: orenburski, penzienski, samarski, uljanowski i republika Mordowia.

## Kraje w ZSRR i Federacji Rosyjskiej w latach 1930–1990
W tym okresie dokonano aktywnej korekty sieci regionów, z ogólnym trendem podziału na mniejsze jednostki terytorialne.
Z Kraju Północnokaukaskiego wyłączono Kraj Azowski-Czarnomorski, podzielony następnie na Kraj Krasnodarski i obwód rostowski. Od „nowego” Kraju Północnokaukaskiego oddzielono prawie wszystkie obecne północno-kaukaskie republiki, a pozostała część kraju najpierw przemianowano na Kraj Ordżonikiewski, a następnie na obecny Kraj Stawropolski.
Kraj Syberyjski najpierw został podzielony na Kraj Zachodnio- i Wschodnio-Syberyjski, później z części tych krajów powstał trzeci – Krasnojarski. Następnie z pozostałej części Kraju Zachodnio-Syberyjskiego utworzono obwód nowosybirski i Kraj Ałtajski, a Kraj Wschodnio-Syberyjski przekształcony w obwód, który później również został podzielony na mniejsze obszary.
Kraj Dalekowschodni został podzielony na Kraj Nadmorski i Chabarowski. Kraj Nadmorski pozostał praktycznie w dawnych granicach, a od Kraju Chabarowskiego kolejno wydzielono obwody: sachaliński, amurski, magadański, i na koniec – kamczacki.
Kraj Dolnowołżanski najpierw został podzielony na Kraj Saratowski i Stalingradzki, a z części Kraju Gorkowskiego utworzono Kraj Kirowski. 5 grudnia 1936 roku Kraj Gorkowski, Kirowski, Kujbyszewski, Saratowski, Północny i Stalingradzki przekształcono w analogiczne obwody, po wyłączeniu z nich republik.
W ten sposób na początek 1939 roku liczba krajów w ZSRR zmniejszyła się do sześciu, a do sierpnia 1958 roku ostatecznie ustabilizowano ich granice.
Na początku 1960 roku na terenie Kazachskiej SRR również zostały utworzone trzy kraje: Celinny, Zachodnio-Kazachstański i Południowo-Kazachstański. Jednak istniały one niedługo i pod koniec 1965 roku zostały zlikwidowane.
15 grudnia 1990 roku, zgodnie z „Ustawą o zmianach i uzupełnieniach Konstytucji RFSRR”, ze składu krajów wydzielono autonomiczne obwody: z Krasnodarskiego – agydejski o.a., ze Stawropolskiego – karaczajsko-czerkieski o.a., z Krasnojarskiego – chakaski o.a., z Ałtajskiego – górski-ałtajski o.a., i z Chabarowskiego – żydowski o.a..
W 1993 roku równoprawnymi podmiotami Federacji Rosyjskiej zostały tajmyrski (dołgano-nieniecki) i ewenkijski o.a., ale nadał pozostały w składzie tego Kraju Krasnojarskiego, tak jak dotychczas.
Liczba krajów w Rosji pozostała niezmieniona do 2005 roku.

## Powiększanie regionów i tworzenie nowych krajów FR
Nowy Kraj Permski utworzona 1 grudnia 2005 na podstawie federalnej ustawy konstytucyjnej z 25 marca 2004 nr 1-ФКЗ z połączenia obwodu permskiego z komi-piermiackim o.a.
Kraj Krasnojarski jako nowy podmiot FR utworzono 1 stycznia 2007 na podstawie federalnej ustawy konstytucyjnej z 14 października 2005 nr 6-ФКЗ w wyniku połączenia tego kraju z Tajmyrskim (Dołgańsko-Nienieckim) Okręgiem Autonomicznym i Ewenkijskim Okręgiem Autonomicznym.
Kraj Kamczacki utworzono 1 lipca 2007 na podstawie federalnej ustawy konstytucyjnej z 12 lipca 2006 nr 2-ФКЗ w wyniku połączenia obwodu kamczackiego z koriackim okręgiem autonomicznym.
Nowy Kraj Zabajkalski utworzono 1 marca 2008 na podstawie federalnej ustawy konstytucyjnej z 21 lipca 2007 nr 5-ФКЗ w wyniku połączenia obwodu czytyjskiego z agińsko-buriackim okręgiem autonomicznym.